# Kazushi Kimura
Kazushi Kimura (jap. 木村和司 Kimura Kazushi; ur. 19 lipca 1958 w Hiroszimie) – japoński trener piłkarski i piłkarz, występujący na pozycji pomocnika.

## Życiorys

### Kariera klubowa
W latach 1981–1994 był zawodnikiem japońskiego klubu Nissan Motors FC (w ostatnich latach jego gry w piłkę nożną znany jako Yokohama Marinos). Trzykrotnie sięgał po tytuł najlepszego gracza Kraju Kwitnącej Wiśni (1983, 1984 i 1989).

### Kariera reprezentacyjna
W latach 1979–1986 zdobył 26 goli w 54 występach w reprezentacji Japonii. Pod względem strzelonych w kadrze bramek plasuje się na 7. miejscu w klasyfikacji wszech czasów (aktualne na dzień 26 lutego 2015). 

### Kariera trenerska
Od 2010 do 2012 roku był trenerem japońskiego klubu Yokohama F. Marinos.

## Statystyki

### Reprezentacyjne
| Reprezentacja Japonii | Reprezentacja Japonii | Reprezentacja Japonii |
| Rok                   | Mecze                 | Gole                  |
| --------------------- | --------------------- | --------------------- |
| 1979                  | 3                     | 0                     |
| 1980                  | 9                     | 4                     |
| 1981                  | 1                     | 0                     |
| 1982                  | 8                     | 1                     |
| 1983                  | 10                    | 8                     |
| 1984                  | 7                     | 4                     |
| 1985                  | 10                    | 7                     |
| 1986                  | 6                     | 2                     |
| Razem                 | 54                    | 26                    |